# Phostria margarita
Phostria margarita là một loài bướm đêm trong họ Crambidae.